# Campionatul european de gimnastică artistică masculină din 2012
Campionatul european de gimnastică artistică masculină din 2012 este a 30-a ediție a acestor întreceri și se desfășoară în localitatea franceză Montpellier în perioada 21-27 mai 2012.

## Clasamentul pe țări
| Poziția | Țara          | Aur | Argint | Bronz | Total |
| ------- | ------------- | --- | ------ | ----- | ----- |
| 1       | Regatul Unit  | 6   | 2      | 0     | 8     |
| 2       | Rusia         | 4   | 2      | 3     | 9     |
| 3       | România       | 1   | 2      | 1     | 4     |
| 4       | Germania      | 1   | 1      | 0     | 2     |
| 5       | Grecia        | 1   | 0      | 1     | 2     |
| 6       | Țările de Jos | 1   | 0      | 0     | 1     |
| 6       | Ungaria       | 1   | 0      | 0     | 1     |
| 8       | Ucraina       | 0   | 2      | 0     | 2     |
| 9       | Elveția       | 0   | 1      | 5     | 6     |
| 10      | Belgia        | 0   | 1      | 1     | 2     |
| 10      | Croația       | 0   | 1      | 1     | 2     |
| 10      | Franța        | 0   | 1      | 1     | 2     |
| 13      | Belarus       | 0   | 1      | 0     | 1     |
| 13      | Italia        | 0   | 1      | 0     | 1     |
| 13      | Turcia        | 0   | 1      | 0     | 1     |
| 16      | Armenia       | 0   | 0      | 1     | 1     |
| 16      | Israel        | 0   | 0      | 1     | 1     |
| 16      | Slovenia      | 0   | 0      | 1     | 1     |
| Totale  | Totale        | 15  | 16     | 16    | 47    |

## Lotul României
- Ovidiu Buidoșo (13 iulie 1987) – bronz cu echipa
- Marius Berbecar – bronz cu echipa
- Vlad Bogdan Cotuna (14 noiembrie 1990) – bronz cu echipa
- Cristian Bățagă – bronz cu echipa
- Flavius Koczi (26 august 1987) – aur la sărituri, bronz cu echipa

Antrenori
- Ioan Suciu
- Ștefan Gal
- Vasile Vug

Juniori
- Daniel Rădeanu – aur la sol, aur la sărituri